# Diana Luna
Diana Luna (née à Rome le 3 septembre 1982) est une joueuse professionnelle de golf italienne.

## Biographie

### Carrière
Sa carrière amateure est couronnée de quatre championnats italiens et un championnat européen par équipe juniors en 2000. Elle obtient sa carte sur le circuit européen, Ladies European Tour en 2001. Elle obtient son premier titre sur ce circuit lors de l'open de Tenerife, Tenerife Ladies Open.
En 2009, Diana Luna remporte de manière successive deux nouveaux tournois, l'open d'Irlande, AIB Ladies Irish Open et le SAS Ladies Masters, en Norvège. Avec six autres places dans le Top 10, dont une seconde place au ABN AMRO Ladies Open durant la période 2008-2009, elle devient la première italienne de l'histoire à parvenir à se qualifier dans l'équipe européenne de la Solheim Cup. Durant cette compétition son bilan est de un nul, lors d'une partie de quatre balles meilleure balle et une victoire en simple, Diana sort invaincu de sa première Solheim Cup. C'est l'équipe des États-Unis qui remporte le trophée sur le score de 16 à 12.
Diana renoue avec la victoire sur le circuit européen en remportant l'Open d'Allemagne, Unicredit Ladies German Open de l'année 2011 avec un score final de 264 (67-67-65-65) soit 24 coups sous le par. Durant ce tournoi, elle réussit un exploit en jouant les quatre journées du tournoi sans jamais perdre un coup, unique femme au monde à l'avoir réussi.
| Année | Ladies European Tour Ranking | Ladies European Tour Ranking |
| ----- | ---------------------------- | ---------------------------- |
| 2009  | 6e                           |                              |
| 2011  | 4e                           |                              |
| 2012  | 8e                           |                              |

### Vie privée
En 2010, elle met au monde son premier enfant, une fille prénommée Elena.
En 2015, la famille s'agrandit avec Flavia.

## Palmarès
Le palmarès de Diana Luna est de cinq titres sur le circuit européen :
| Année | Tournoi                      | Tournoi                         |
| ----- | ---------------------------- | ------------------------------- |
| 2004  | Tenerife Ladies Open         |                                 |
| 2009  | AIB Ladies Irish Open        | SAS Ladies Masters              |
| 2011  | Unicredit Ladies German Open | Deutsche Bank Ladies Swiss Open |

Elle remporte également de nombreuses places dans le Top 10 : trois dixième place au Portugal en 2004, à la World Cup 2005 et Nykredit Masters (en) en 2007. Elle obtient une neuvième place, de nouveau au Portugal en 2009, trois huitième en 2003 au Perla Italian Open, au UNIQA Ladies Golf Open 2007 et au S4/C Wales Ladies Championship 2009. Une septième place figure à son palmarès en 2007 au Pegasus New Zeland Women's Open 2011 et deux sixième au Tenerife Ladies Open 2002 et Lancia Ladies Open of Portugal 2003.
Elle obtient cinq cinquième place - BMW Ladies Italian Open 2004, Volvo Cross Country Challenge 2007, Finnair Ladies Masters 2008 et Turkish Airlines Turkish Ladies Open 2011 Deloiette Ladies Open 2011- cinq quatrième - Ladies Italian Open 2014, Dubai Ladies Masters 2013, SAS Ladies Masters 2008, ISPS Handa Portugal Ladies Open 2011 et World Ladies Championship 2012- et quatre troisième - Tenerife Ladies Open 2005, The 18 Finest 2007, SAS Ladies Masters 2007 et UNIQA Ladies Golf Open 2008. Elle termine dix fois à la seconde place, lors de l'Open de Espana Femenino en 2008 et 2009, au ABN AMRO Ladies Open 2009, à l'Open de France Féminin 2010, 2011, 2012, 2016, Australian Ladies Masters 2012 et Prague Masters 2012, 2013.
Diana a remporté onze fois le Championnat de la PGA of Italy en 2002, 2004, 2006, 2011, 2012, 2013, 2014, 2015, 2016, 2019 et 2021 détient le record du nombre de victoires.